# Egolia variegata
Egolia variegata es una especie de coleóptero de la familia Trogossitidae.

## Distribución geográfica
Habita en Australia.